# Académie Vitti
Koordinaten: 48° 50′ 40,6″ N, 2° 19′ 20,1″ O

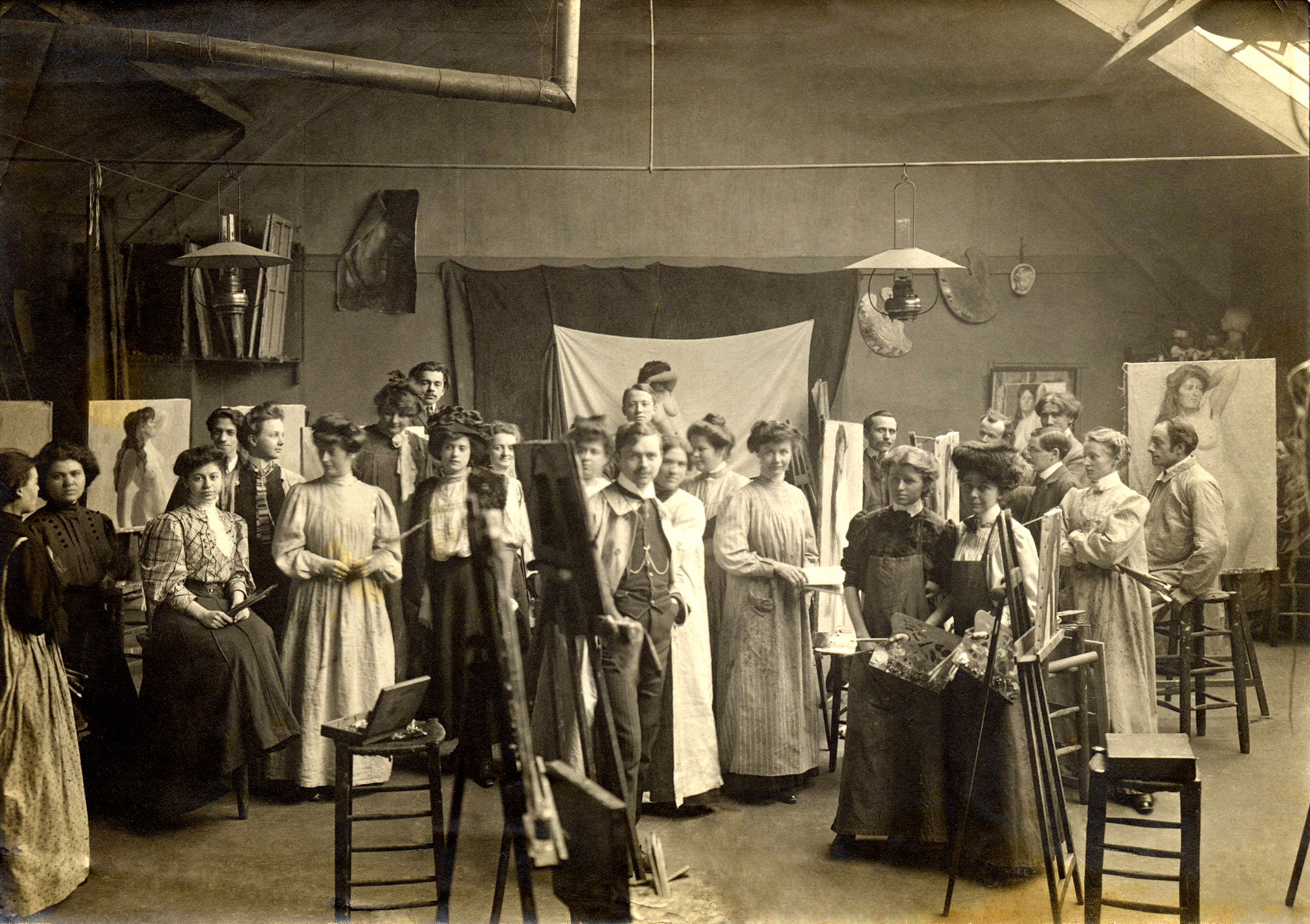
Académie Vitti, 1905, Originalfoto im Casa Museo Académie Vitti in Atina

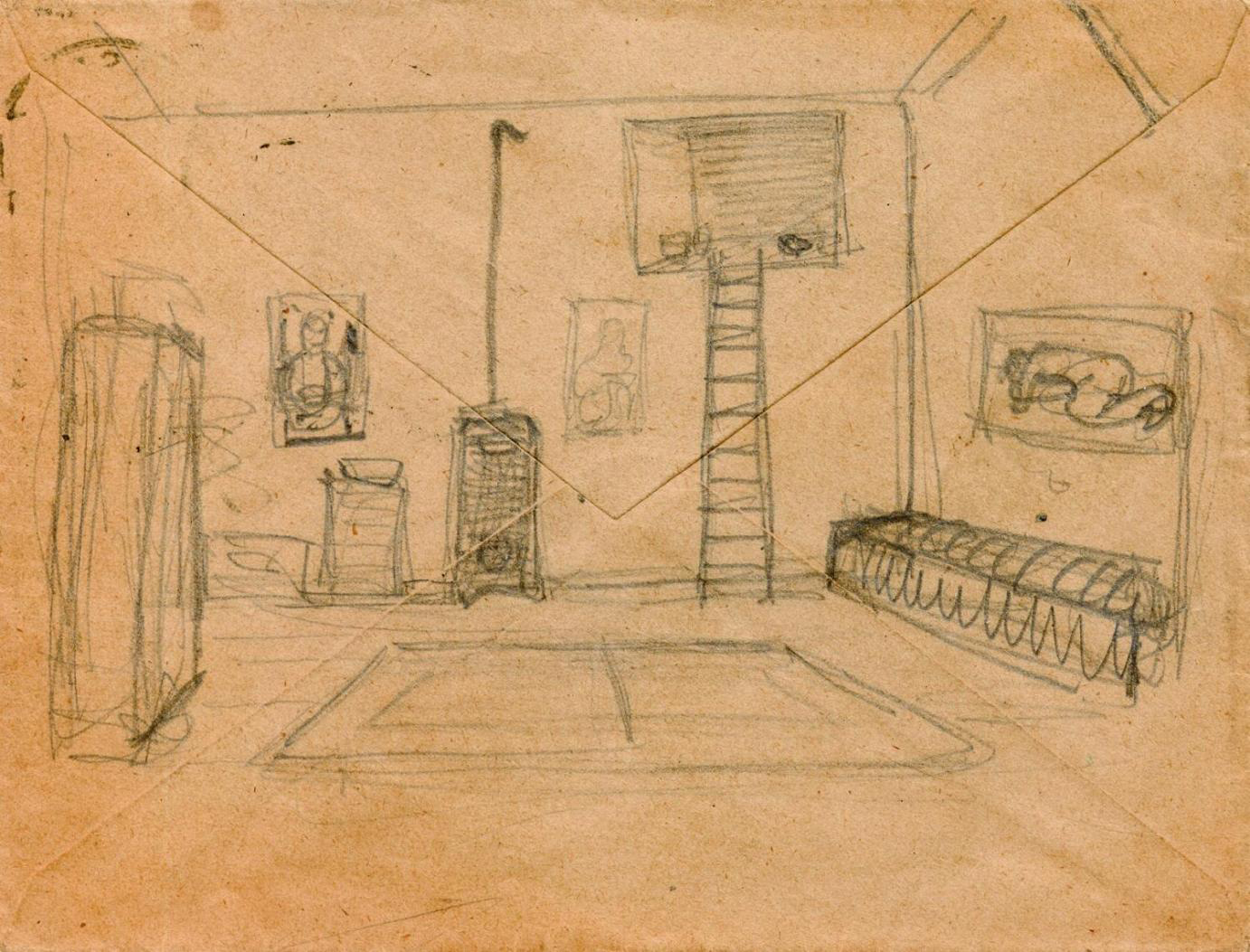
Skizze des Ateliers von Paula Modersohn-Becker, 1906, Paula Modersohn-Becker Stiftung, Bremen

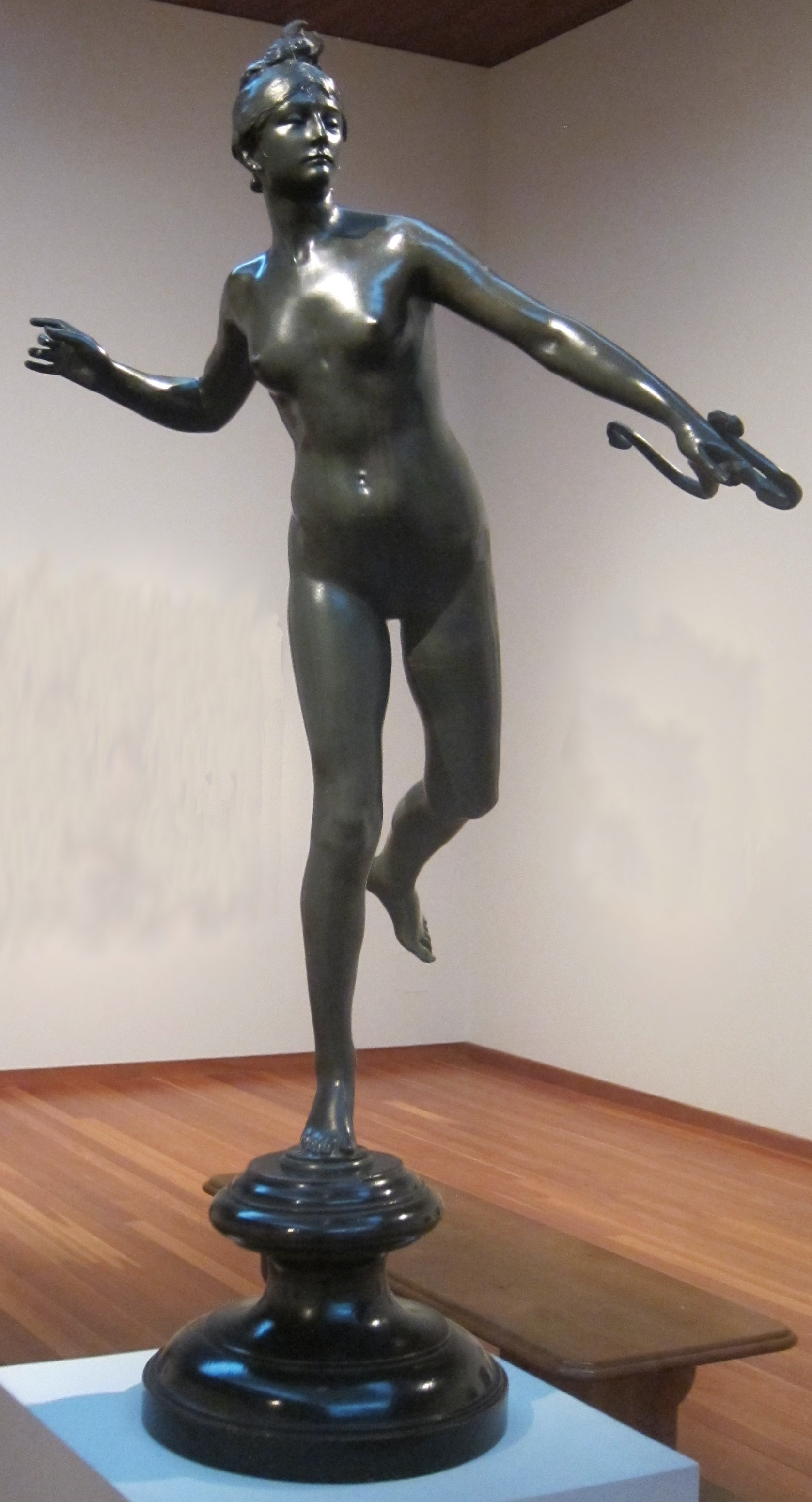
Diana von Frederick William MacMonnies, für die Maria Caira 1889 Modell stand

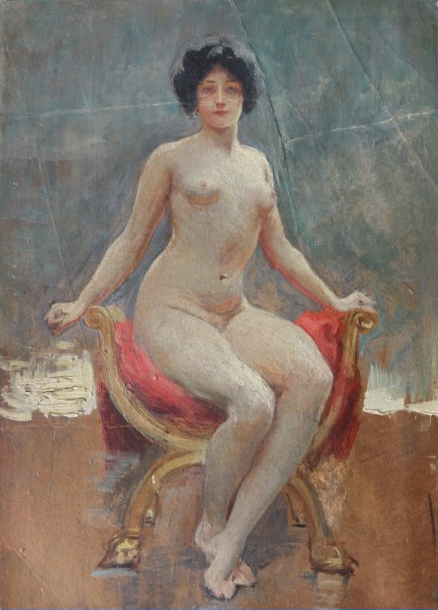
Anna Caira, unbekannter Maler, ca. zwischen 1890 und 1914, Casa Museo Académie Vitti in Atina

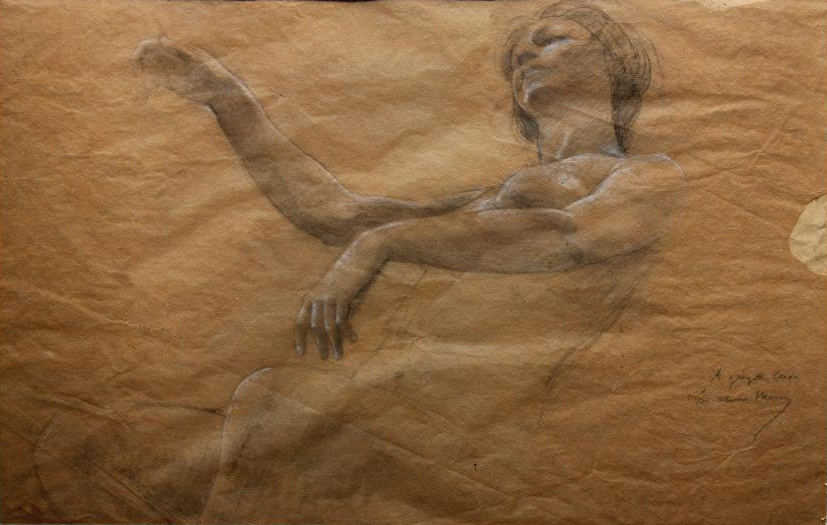
Giacinta Caira von Luc-Olivier Merson, zwischen 1894 und 1914, Giacinta Caira gewidmet, Casa Museo Académie Vitti in Atina

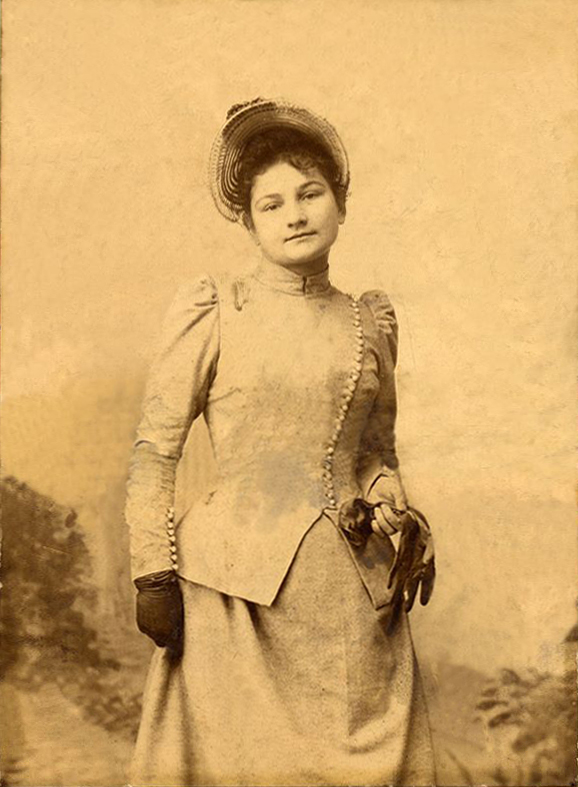
Maria Caira, ca. 1890 bis 1900, Originalfoto im Casa Museo Académie Vitti in Atina

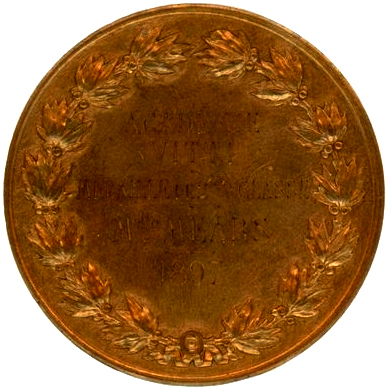
Medaille 2. Klasse von der Académie Vitti für Helen Farnsworth Mears von 1897. Aufschrift: Académie Vitti - Medáille de 2 Classe - M^{lle} Mears - 1897

Die Académie Vitti war eine private Kunstakademie im Quartier Notre-Dame-des-Champs in Paris, am Boulevard du Montparnasse Nr. 49 im 6. Arrondissement. Die Akademie existierte von 1894 bis 1914.

## Akademie
Die Akademie wurde 1894 von Cesare Vitti (* Casalvieri) und  dessen Frau Maria (* 1872 in Gallinaro; † 1949), geborene Caira (Tochter von Silvio und Domenica Caira), gegründet. Die Akademie nahm auch weibliche Studenten an, die nach männlichen Aktmodellen arbeiten durften. Im Bereich der Malerei und Bildhauerei zog die Akademie Kursteilnehmer aus vielen Ländern an, darunter eine große Anzahl an Studenten aus den USA und Lateinamerika. Maria selbst stand Modell in der Akademie, wie auch ihre beiden Schwestern Anna (* 1879 in Gallinaro; † 1916) und Giacinta (* 1882 in Gallinaro; † 1947), was sie auch schon vor der Gründung der Akademie taten für verschiedene Maler und Bildhauer. Wenn jemand Pablo Picasso nach einer guten Kunstschule fragte, wie zum Beispiel Carlos Mauricio Valenti Perrillat und Carlos Mérida, empfahl er die Académie Vitti. Carmen Rossi, geborene Caira, Cousine der drei Schwestern und Leiterin der Académie Carmen war ganz eifersüchtig auf den Erfolg. Über den Ausbruch des Ersten Weltkrieges waren Cesare Vitti und die Schwestern so entsetzt, dass sie 1914 die Akademie schlossen und nach Italien zogen, bis auf Anna, die inzwischen bei ihrem Ehemann Henry Antoine Meilheurat des Pruraux lebte.

### Ateliers
Die Vittis vermieteten auch Ateliers im selben Haus, oder zumindest ein Atelier. Ende Oktober 1906 bezog Paula Modersohn-Becker dort ein Atelier. Ob sie auch an Kursen der Akademie teilnahm, ist unklar. Auf einem Briefumschlag skizzierte sie 1906 das Atelier. Auf der linken Seite im Atelier hing das Gemälde Bildnis Lee Hoetger vor Blumengrund (Frau von Bernhard Hoetger), rechts daneben Frau mit Katze und Papagei und an der rechten Wand Liegende Mutter mit Kind II. Ende März 1907 reiste sie mit Otto Modersohn zurück nach Worpswede und ließ einige Möbel und Dinge zurück. Am 5. April schrieb sie an Rainer Maria Rilke, dass er das von der Einrichtung haben könne, was er haben möge, und den Rest an einen Trödelhändler verkaufen könne. Scheinbar war das Interesse nicht groß oder er hatte keine Zeit, denn vier Monate später, am 10. August 1907 schrieb sie Rilke:

„Also Bd. Montparnasse 49 bei Mme Vitti müssen Sie vorgehen und nachfragen, was von meinem Nachlaß noch existiert: somnier mit Matratze, ein großer Spiegel, zwei Stühle, zwei Tische war das hauptsächlichste und allerhand Gerätschaften.“

1904 hatte in dem Haus der Maler Pierre Amédée Marcel-Béronneau (1869–1937) ein Atelier, 1904 bis mindestens 1908 der Maler C. F. Costerton, 1907 der Bildhauer Luca Madrassi (1848–1919) und 1901 sowie 1902 der amerikanische Maler und Radierer Clifford Addams (1876–1942), der auch zu der Zeit nach Bildern von James McNeill Whistler forschte, die die Cousine von Maria Vitti, Carmen Rossi, ohne Whistlers Wissen aus dessen Atelier stahl und zum Teil verkaufte, nachdem Whistler die Académie Carmen schließen ließ. Im Juni 1902 schrieb er Whistler, dass Maria Vitti öffentlich über die Armut von Carmen Rossi spotte.

## Museum
Das kleine Museum Casa Museo Académie Vitti wurde am 17. August 2013 im italienischen Atina eröffnet. Im Erdgeschoss des ehemaligen Hauses des Cesare Vitti und der drei Schwestern werden unter anderem Fotos, die in der Akademie gemacht wurden, sowie Zeichnungen der Studenten der Académie Vitti gezeigt, aber auch Postkarten und Fotos aus der Zeit davor, als die drei Schwestern bei verschiedenen Fotografen wie Nadar oder Charles Naudet, Malern und Bildhauern Modell standen. 1889 stand zum Beispiel Maria Caira, als sie noch nicht mit Cesare verheiratet war, für die Diana von Frederick William MacMonnies Modell. Für die lebensgroße Skulptur bekam MacMonnies im Pariser Salon 1889 eine Ehrenvolle Erwähnung (Honorable Mention). MacMonnies unterrichtete später Bildhauerei in der Académie Vitti.

## Bekannte Lehrer
- Louis Anquetin (1861–1932)
- María Gutiérrez Blanchard (1881–1932) war Assistentin[16]
- Jacques-Émile Blanche (1861–1942)
- Olga Boznańska (1865–1940)
- Hermenegildo Anglada Camarasa (1871–1959)
- Alexandre Charpentier (1856–1909)
- Raphaël Collin (1850–1916)
- Kees van Dongen (1877–1968)
- Frank Vincent DuMond (1865–1951)
- Paul Gauguin (1848–1903)
- Paul Gervais (1859–1944)
- Paul Leroy (1860–1942)
- Frederick William MacMonnies (1863–1937)
- Henri Martin (1860–1943)
- Luc-Olivier Merson (1846–1920)
- Ernest Warburton Shurtleff (1862–1917)

## Bekannte Schüler
- Carmelo de Arzadún (1888–1968)
- Angelina Beloff (1879–1969)
- Konstanty Brandel (1880–1970)
- Rosa Ulsamer (später Brill-Ulsamer) (1884–?)
- Tadeusz Cieślewski (1895–1944)
- Tito Cittadini (1886–1960)
- Alson S. Clark (1876–1949)
- Mabel Conkling (1871–1966)
- Colin Campbell Cooper (1856–1937)
- Helen Farnsworth Mears (1872–1916) - Medaille 2. Klasse von der Académie Vitti (1897)
- Charles Isaac Ginner (1878–1952)
- Alexander Jakowlewitsch Golowin (1863–1930)
- María Gutiérrez Blanchard (1881–1932)
- Eliza Haigh-Voorhis (1865–?)
- Pekka Halonen (1865–1933)
- Mary Riter Hamilton (1873–1954)
- Ragnhild Kaarbø (1889–1949)
- Jelisaweta Sergejewna Kruglikowa (1865–1941)
- Gregorio López Naguil (1894–1953)
- Jean Hippolyte Marchand (1882–1940)
- Carlos Mérida (1891–1984)
- José Cúneo Perinetti (1887–1977)
- Schr David Petrovich (1881–1948)
- Manuel Rosé (1882–1961)
- Tyko Sallinen (1879–1955)
- Janet Scudder (1869–1940)
- David Shterenberg (1881–1948)
- Ada Walter Shulz (1870–1928)
- Ernest Warburton Shurtleff (1862–1917)
- Claire Shuttleworth (1867–1930) – Medaille von der Académie Vitti fürs Malen nach lebenden Modellen (1894)[17][18]
- Amadeo de Souza-Cardoso (1887–1918)
- Ruben Tapia (1891–1958)
- Carlos Mauricio Valenti Perrillat (1888–1912)
- Enid Yandell (1869–1934)
- Louise Eleanor Zaring (1872–1970)